# SM U-83 (1916)
U-83 – niemiecki okręt podwodny typu U-81 służący w trakcie I wojny światowej. Głównym celem okrętu było patrolowanie oraz atakowanie statków w rejonie Wysp Brytyjskich. 
U-83 został zwodowany w stoczni Germaniawerft w Kilonii 13 lipca 1916, a 6 września 1916 roku został włączony w skład marynarki wojennej. Dowódcą okrętu był Bruno Hoppe.
Okręt został zatopiony 17 lutego 1917 roku przez brytyjski statek pułapkę HMS „Farnborough” w okolicach wybrzeża Irlandii; zginęło 35 marynarzy niemieckich wraz z dowódcą.
W czasie swojej sześciomiesięcznej służby U-83 odbył dwa patrole bojowe, w których zatopił pięć okrętów wroga o łącznym tonażu 6 286 BRT.